# Edward Barcik
Edward Barcik (nascido em 31 de janeiro de 1950) é um ex-ciclista de estrada polonês. Competiu representando seu país, Polônia, nos Jogos Olímpicos de Verão de 1972 em Munique, onde conquistou a medalha de prata na prova de 100 km contrarrelógio por equipes, junto com Ryszard Szurkowski, Lucjan Lis e Stanisław Szozda.